# ЛАЗ-5255
ЛАЗ-5255 «Карпати» — радянський дослідний автобус виробництва ЛАЗ.

## Історія
У 1976 році Всесоюзний конструкторсько-експериментальний інститут автобусобудування розробив з урахуванням вимог НІІАТ і міністерства автотранспорту РРФСР технічне завдання на створення нової моделі туристського автобуса ЛАЗ-5255 з дизельним двигуном КамАЗ, призначеного для заміни ЛАЗ-699Н.
У 1978 році силами експериментального цеху було виготовлено кілька дослідних варіантів автобуса:
- 43-місний автобус (запропонований як стандартний варіант виконання)
- 40-місний варіант (обладнаний гардеробом для зберігання верхнього одягу пасажирів)
- 30-місний варіант (обладнаний гардеробом, баром і столом з чотирма сидіннями)
- 28-місний варіант (обладнаний гардеробом, баром, столом з чотирма сидіннями, туалетом і кондиціонером)

Крім того, для кожного варіанта було передбачено виконання «Люкс» (яке передбачало встановлення телевізора, відеомагнітофона і радіотелефону).
Після завершення державних випробувань, в 1980 році ЛАЗ-5255 був рекомендований до виробництва (до цього часу ресурс автобуса до проведення технічного обслуговування ТО-1 становив 5000 км, до проведення ТО-2 — 20 000 км).
У 1981 році дослідна експлуатація ЛАЗ-5255 була завершена з позитивними результатами.
У 1984 році на виставці «Автопром-84» завод представив міжміський автобус ЛАЗ-5255.
До 1991 року автобус був підготовлений до серійного виробництва.

## Опис
Автобус з двома дверима, безкапотний, із заднім розташуванням дизельного двигуна, високопідлоговий (під підлогою салону розміщений багажний відсік місткістю 6,7 м³).
Салон підвищеної комфортності, з рідинної системою опалення (опалення забезпечували три обігрівача, розміщені по бортах і в задній частині салону), система вентиляції включала шість вентиляторів і повітрозабірник на даху).
У даху автобуса були обладнані три аварійних люки 600×800 мм.
Оскільки автобус створювався за програмою виробничої кооперації підприємств СРСР з країнами РЕВ, в його конструкції використовувалися карданний вал від МАЗ-500 і двоступеневий міст з бортовими редукторами виробництва угорського підприємства «Rába» (уніфікований з мостом перебували в експлуатації в СРСР автобусів «Ikarus»).